# Ho Fan

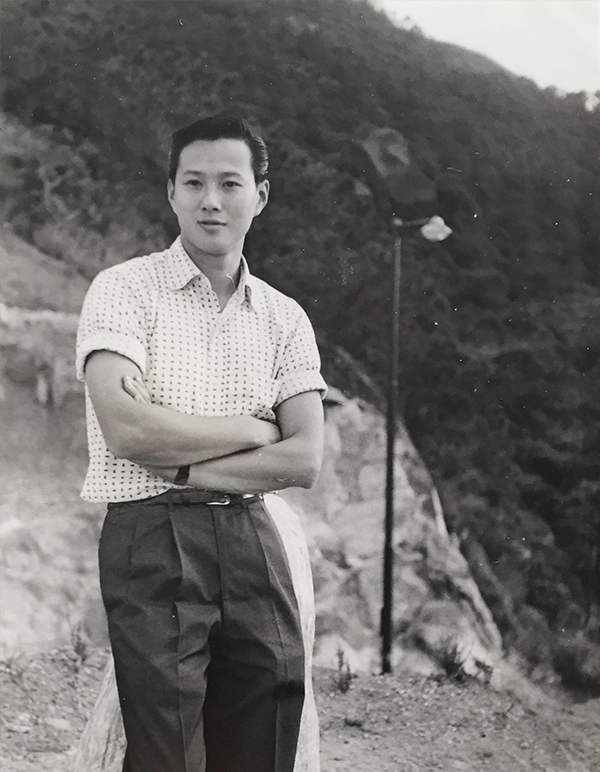
Fan Ho in seinen jungen Jahren

Fan Ho (chinesisch 何藩, Pinyin Hé Fān, Jyutping Ho4 Faan4, kantonesisch Ho Fan; * 8. Oktober 1931 in Shanghai; † 19. Juni 2016 in San José) war ein chinesischer Fotograf, Filmregisseur und Schauspieler. Ab 1956 gewann er für seine Fotografie über 280 Auszeichnungen bei internationalen Ausstellungen und Wettbewerben weltweit.

## Karriere als Fotograf
Fan Ho wurde 1931 in Shanghai geboren und emigrierte 1949 mit seiner Familie nach Hongkong. Bei Kriegsausbruch im Jahr 1941 waren Hos Eltern mehrere Jahre in Macau gestrandet und Ho wurde in der Obhut eines Familiendieners zurückgelassen. Ho begann schon in jungen Jahren mit einer Brownie zu fotografieren, die sein Vater zu Hause gelassen hatte, und später mit einer Rolleiflex Spiegelreflexkamera, die ihm sein Vater im Alter von 14 Jahren geschenkt hatte. Die Fotografien des Autodidakten zeigen eine Faszination für das städtische Leben, erkunden Gassen, Slums, Märkte und Straßen. Ein Großteil seiner Arbeit besteht aus authentischen Fotografien von Straßenverkäufern und Kindern, die nur ein paar Jahre jünger sind als er. Er entwickelte seine Bilder in der Familienbadewanne und hatte bald ein bedeutendes Werk aufgebaut, das Hongkong in den 1950er- und 1960er-Jahren aufzeichnete, als es sich zu einem wichtigen Metropolenzentrum entwickelte. Ho würde während seiner gesamten Karriere dieselbe Rolleiflex K4A verwenden.

“[…] I've always believed that any work of art should stem from genuine feelings and understandings […] I didn't work with any sense of purpose. As an artist, I was only looking to express myself. I did it to share my feelings with the audience. I need to be touched emotionally to come up with meaningful works. When the work resonates with the audience, it’s a satisfaction that money can't buy. My purpose is simple: I try not to waste my audience’s time [Laughs].”

„Ich habe immer geglaubt, dass jedes Kunstwerk auf echten Gefühlen und Erkenntnissen beruhen sollte […] Ich habe nicht mit einem Sinn für Absicht gearbeitet. Als Künstler wollte ich nur mich selbst ausdrücken. Ich habe es getan, um meine Gefühle mit dem Publikum zu teilen. Ich muss emotional berührt werden, um bedeutungsvolle Werke hervorzubringen. Wenn das Werk beim Publikum Anklang findet, ist das eine Befriedigung, die man mit Geld nicht kaufen kann. Mein Ziel ist einfach: Ich versuche, die Zeit meines Publikums nicht zu verschwenden. [Lacht]“

Als Galeristin Laurence Miller Hos Arbeiten 2006 zum ersten Mal sah, bemerkte sie: „[Sie] fühlten sich wie direkte Nachkommen des Bauhauses, wurden aber dennoch in Hongkong hergestellt. Sie waren abstrakt und humanistisch zugleich.“
Ho war Fellow der Photographic Society of America, der Royal Photographic Society und der Royal Society of Arts in England sowie Ehrenmitglied der Photographic Societies von Singapur, Argentinien, Brasilien, Deutschland, Frankreich, Italien und Belgien. Ho wurde zwischen 1958 und 1965 von der Photographic Society of America zu einem der „Top Ten Photographers of the World“ ernannt.

### „Approaching Shadow“, 1954 《陰影》
„Approaching Shadow“ (Chinesisch 陰影) war eines von Hos berühmtesten Werken. Er bat eine Cousine, an einer Wand am Queen’s College in Causeway Bay zu posieren und fügte einen diagonalen Schatten in der Dunkelkammer hinzu, um zu symbolisieren, dass „ihre Jugend verblassen wird“, da „jeder das gleiche Schicksal hat“. Ein Druck von „Approaching Shadow“ wurde 2015 für den Rekordpreis von 375.000 HK$ verkauft.

## Karriere beim Film
Ho war ein Filmregisseur und Schauspieler aus Hongkong.
Er kam 1961 zu Shaw Brothers, um seine Karriere im Kino weiterzuentwickeln. Er begann als Assistent beim unsichtbaren Schnitt im Film „Die Schwalbe“ (1961) und spielte später in mehreren Filmen für Shaw mit. Ho spielte den Mönch Tripitaka in der aufwändigen Shaw Brothers-Adaption von Journey to the West mit vier Filmen. Ho war von Shaws umsatzorientierter Formel desillusioniert und suchte kreative Erleichterung in der Fotografie und in anderen Studios.
In den frühen 1960er Jahren produzierte er auch eine Reihe unabhängiger Kurzfilme, von denen der erste, Big City Little Man (大都市 小人物; 1963, 30 Min.), 1964 das „Honor Award Certificate“ des Japan International Film Festival gewann.

“People tell me it seems my photographic works have stories, have some drama. That’s why, later on, I became a film director. Both use images to tell their story, to express the emotions of the author. Photography and filmmaking are like sisters. One is still and one is moving—that is the only difference.”

„Die Leute sagen mir, es scheine, als hätten meine fotografischen Arbeiten Geschichten und eine gewisse Dramatik. Deshalb wurde ich später Filmregisseur. Beide nutzen Bilder, um ihre Geschichte zu erzählen, um die Gefühle des Autors auszudrücken. Fotografie und Filmemachen sind wie Schwestern. Einer ist still und einer bewegt sich – das ist der einzige Unterschied.“

Ho verließ Shaw Brothers 1969, um seine Karriere als Regisseur weiterzuentwickeln und drehte über 20 Filme mit verschiedenen Studios in Hongkong und Taiwan. Er hatte drei Filme in der „Offiziellen Auswahl“ der International Film Festivals of Cannes, Berlin und San Francisco; und fünf seiner Filme wurden in die „Permanent Collection“ der Nationalen Filmarchive von Taiwan und Hongkong aufgenommen. Neben seiner unabhängigen Filmarbeit arbeitete er im Erotikkino, mit Filmen wie Adventure in Denmark (1973), The Girl with the Long Hair (1975) und Temptation Summary (1990).
Laut Mark Pinsukanjana, Direktor der Modernbook Gallery in San Francisco, Kalifornien, war sein Debütfilm „Lost“ (1969) Hos Favorit. Wie Pinsukanjana sagt:

„In Lost, one will see the chaotic life of one man in Hong Kong. The film follows him and finds the beauty that surrounds him; he is lost because he never saw it. I think that one can say that this is similar to Fan Ho’s photographs in the sense that Hong Kong is crowded, busy and chaotic to many, but for Fan Ho, he was able to convert [what he found] and find beauty.“

„In Lost erlebt man das chaotische Leben eines Mannes in Hongkong. Der Film folgt ihm und findet die Schönheit, die ihn umgibt; er ist verloren, weil er es nie gesehen hat. Ich denke, man kann sagen, dass dies den Fotografien von Fan Ho in dem Sinne ähnelt, dass Hongkong für viele überfüllt, geschäftig und chaotisch ist, aber für Fan Ho konnte er [was er fand] umwandeln und Schönheit finden.“

Er war ebenso in der Jury des Golden Horse Film Festivals und des Hong Kong Film Awards.

## Karriere nach der Pensionierung

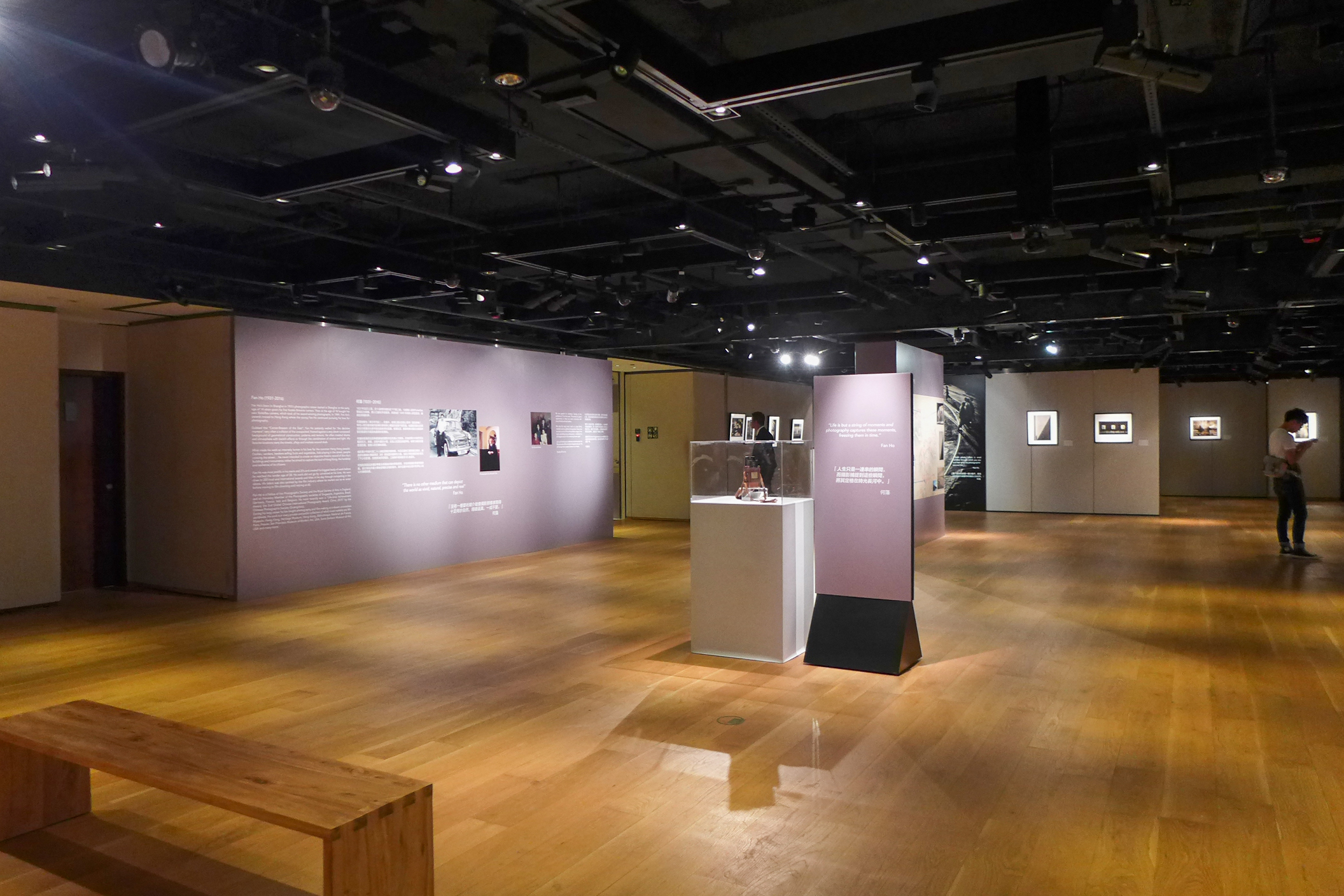
Fan-Ho-Ausstellung der Sotheby’s Hong Kong Gallery im Jahr 2017

Hos Frau und Kinder wanderten 1979 nach San Jose, Kalifornien aus, um eine Universitätsausbildung zu absolvieren, der er 1995 folgte, nachdem er sich vom Kino zurückgezogen hatte. Ho war im Ruhestand unruhig und sein Gesundheitszustand begann sich zu verschlechtern, bis seine Familie ihm vorschlug, sich wieder der Fotografie zu widmen. Anstatt moderne Ausrüstung zu verwenden und vor Ort in der San Francisco Bay Area zu fotografieren, ging Ho seine alten Negative aus Hongkong durch und begann, sein Portfolio lokalen Galerien zu zeigen.
Auf dem New Asian Cinema Festival 1998, bei dem sein Film Carnal Desire aus dem Jahr 1988 im 4 Star Theatre in San Francisco gezeigt wurde, stellte er Dias seiner Fotografien aus, von denen sich einige in der ständigen Sammlung des SFMOMA befanden. Ein zufälliges Treffen mit Mark Pinsukanjana im Jahr 1999 führte dazu, dass Ho im Jahr 2000 in der Modernbook Gallery von Pinsukanjana in Palo Alto gezeigt wurde, seiner ersten Einzelausstellung seit den 1960er Jahren, und im Jahr 2001, und Hos Filme und Fotografien wurden weiterhin auf Festivals gezeigt, die im 4 Star stattfanden. Hos Tochter schreibt der ersten Ausstellung in Palo Alto im Jahr 2000 zu, dass sie Hos Selbstvertrauen und Glück wiederhergestellt habe.
Im Januar 2006 präsentierte Modernbook seine Vintage-Arbeiten bei photoLA, und als sein Galeristkollege Laurence Miller seine Fotografien aus Hongkong sah, beschloss er, 26 Drucke zu erwerben und später im selben Jahr eine Einzelausstellung für Ho in New York City zu veranstalten. Ho veröffentlichte 2006 eine neue Monographie, Hong Kong Yesterday, nachdem er für dieses frühe Werk internationale Aufmerksamkeit erhalten hatte. Indem er alte Negative zusammensetzte, produzierte Ho weiterhin neue Abzüge von Szenen, die heute aus dem modernen Hongkong verschwunden sind. Viele der daraus resultierenden zusammengesetzten Drucke wurden erstmals 2014 in seiner Abschlussmonografie A Hong Kong Memoir veröffentlicht im Anschluss an gleichnamige Ausstellungen bei Modernbook im Sommer 2011 und vom Dezember 2014 bis Januar 2015.
Er starb am 19. Juni 2016 im Alter von 84 Jahren in San Jose an einer Lungenentzündung. Posthum wurden in der zweiten Junihälfte 2017 in der Sotheby’s-Galerie in Hongkong 32 im Hongkong der 1950er Jahre aufgenommene Fotografien sowie verwandte Objekte, darunter seine Rolleiflex-Kamera und ein frühes Buch, Thoughts on Street Photography, ausgestellt. Anlässlich der Ausstellung erschien im Juni 2017 eine neue Monografie mit dem Titel „Portrait of Hong Kong“.
Portrait of Hong Kong 《念香港人的舊》 enthält 153 neue Straßenfotografien, die aus 500 Negativen ausgewählt wurden, die Ho vor seinem Tod im Jahr 2016 ausgewählt hatte. Nach seinem Tod verbrachten die überlebenden Familienmitglieder zusammen mit Unterstützung etwa ein Jahr damit, das Projekt fertigzustellen von Sarah Greene (Blue Lotus Consultancy) und WE Press (香港人出版). 20 zitierfähige Auszüge aus Hos frühestem Buch „Thoughts on Street Photography“ (《街頭攝影叢談》) waren enthalten. Diese 153 Fotografien bieten nicht nur Einblicke in das Hongkong der 1950er und 1960er Jahre, sondern erinnern auch an den unbezwingbaren Geist der Menschen zu dieser Zeit. Diese Sammlung realistischer Straßenfotografien fand in den 1950er und 1960er Jahren nie große Anerkennung, obwohl sie Hos Favoriten waren, wie zitiert in Hos Antwort an Sarah Greene während eines ihrer Besuche bei Ho Anfang 2016. Das Zitat erschien im Nachwort seiner neuesten Monographie:

“My realistic street photos are rarely selected. Pictorial aesthetics and images with a sense of humor are still the key for salon photos but I expect changes to happen soon. In the meantime, I will just keep trying.”

„Meine realistischen Straßenfotos werden selten ausgewählt. Bildästhetik und Bilder mit Sinn für Humor sind immer noch der Schlüssel für Salonfotos, aber ich erwarte, dass sich bald Änderungen ergeben. In der Zwischenzeit werde ich es einfach weiter versuchen.“

Hos Familie richtete außerdem eine Website ein, um sein Leben und Werk zu feiern.

## Werke von Ho

### Kurzfilme
- Big City Little Man / 大都市 小人物 (1963, 30 min, Hongkong)
- Home Work / 習作之 (1966, 40 min, Hongkong)
- Gulf / 離 : (1966 Banbury England Best Film Award,[9][26] 15 min, Hongkong)

### Spielfilme
| Year | Title                                                           | Rolle                               | Market   | Produktionsfirma                         | Anmerkung       |
| ---- | --------------------------------------------------------------- | ----------------------------------- | -------- | ---------------------------------------- | --------------- |
| 1961 | Love Without End 《不了情》                                     | Schauspieler (Tang’s Bruder)        | Hongkong | Shaw Brothers                            |                 |
| 1963 | Revenge of a Swordswoman 《原野奇俠傳》                         | Schauspieler                        | Hongkong | Shaw Brothers                            |                 |
| 1964 | The Female Prince 《雙鳳奇緣》                                  | Schauspieler (Hsiao’s step-brother) | Hongkong | Shaw Brothers                            |                 |
| 1965 | Vermilion Door 《紅伶淚》                                       | Schauspieler (Luo Shao-Hua)         | Hongkong | Shaw Brothers                            |                 |
| 1965 | Inside the Forbidden City 《宋宮秘史》                          | Schauspieler (Kaiserin Dis Sohn)    | Hongkong | Shaw Brothers                            |                 |
| 1966 | The Perfumed Arrow 《女秀才》                                   | Schauspieler (Wei Zhuan-Zi)         | Hongkong | Shaw Brothers                            |                 |
| 1966 | The Blue and the Black (Teil 1 und 2) 《藍與黑》 (上) and (下)  | Schauspieler (Hui Ya’s Ehemann)     | Hongkong | Shaw Brothers                            |                 |
| 1966 | The Monkey Goes West 《西遊記》                                 | Schauspieler (Mönch Tang Xuan-Zang) | Hongkong | Shaw Brothers                            | [lower-alpha 2] |
| 1966 | <i id="mwASo">Princess Iron Fan</i> 《鐵扇公主》                | Schauspieler (Mönch Tang Xuan-Zang) | Hongkong | Shaw Brothers                            | [lower-alpha 2] |
| 1966 | The Joy of Spring 《歡樂青春》                                  | Schauspieler                        | Hongkong | Shaw Brothers                            |                 |
| 1967 | <i id="mwATw">The Cave of the Silken Web</i> 《盤絲洞》         | Schauspieler (Mönch Tang Xuan-Zang) | Hongkong | Shaw Brothers                            | [lower-alpha 2] |
| 1967 | Madame Slender Plum aka Under the Spell of Love 《慾海情魔》    | Schauspieler (David Xu)             | Hongkong | Shaw Brothers                            |                 |
| 1967 | Sweet Is Revenge 《大俠復仇記》                                 | Schauspieler (David Li)             | Hongkong | Shaw Brothers                            |                 |
| 1967 | Susanna 《珊珊》                                                | Schauspieler (Yu Chih Chien)        | Hongkong | Shaw Brothers                            |                 |
| 1968 | The Land of Many Perfumes 《女兒國》                            | Schauspieler (Monk Tang Xuan-Zang)  | Hongkong | Shaw Brothers                            | [lower-alpha 2] |
| 1969 | The Millionaire Chase 《釣金龜》                                | Schauspieler (Sun Jia Wen)          | Hongkong | Shaw Brothers                            |                 |
| 1969 | Miss Fragrance aka The Lovely Girl 《香噴噴小姐》               | Schauspieler (Dr. Lam Kin-Wah)      | Hongkong | Kam Bo Motion Picture Co.                |                 |
| 1969 | Lost 《迷》                                                     | Direktor                            | Hongkong |                                          |                 |
| 1970 | Feng Kuang Chia Jen 《瘋狂佳人》                                | Schauspieler                        | Taiwan   |                                          |                 |
| 1970 | What’s Good for a Goose 《大丈夫能屈能伸》                      | Schauspieler                        | Hongkong | Ming Xing Film Company                   |                 |
| 1970 | Golden Sword and the Blind Swordswoman 《金劍》                 | Schauspieler                        | Taiwan   | Wa Ha Ying Yip Gung Shut                 |                 |
| 1970 | The Great Wall 《孟姜女》                                       | Schauspieler                        | Taiwan   | Hong Kong Rong Hua Co. Lee Ming Film Co. |                 |
| 1970 | From Home with Love 《警告逃妻》                                | Schauspieler                        | Taiwan   | Ta Chung Motion Picture Co.              |                 |
| 1971 | I Asked the Clouds 《問白雲》                                   | Schauspieler                        | Taiwan   |                                          |                 |
| 1971 | Song of Happy Life aka Naughty Songstress 《淘氣女歌手》        | Schauspieler                        | Hongkong | Kam Bo Motion Picture Co.                |                 |
| 1972 | The Song of Thailand 《湄南河之歌》                             | Schauspieler                        | Hongkong | Tsun Lee Film Company                    |                 |
| 1972 | Love and Blood 《血愛》                                         | Direktor                            | Hongkong | Wai Diy                                  |                 |
| 1972 | Golden Rose 《金玫瑰》                                          | Schauspieler                        | Taiwan   | Hong Kong Rong Hua Co. Lee Ming Film Co. |                 |
| 1973 | Adventure in Denmark 《春滿丹麥》                               | Schauspieler                        | Hongkong | Wai Diy                                  |                 |
| 1973 | Na Cha and the Seven Devils 《梅山收七怪》                      | Schauspieler (Qiu Ping)             | Hongkong | Shaw Brothers                            |                 |
| 1974 | The Adventurous Air-Steward 《空中少爺》                        | Direktor                            | Hongkong | Goldig Films (H.K.) Ltd.                 |                 |
| 1975 | The Miserable Girl 《昨夜星辰昨夜風》                           | Direktor                            | Hongkong |                                          |                 |
| 1975 | Girl with the Long Hair 《長髮姑娘》                            | Kinematograf, Direktor              | Hongkong | Shaw Brothers                            |                 |
| 1976 | Body for Sale 《賣身》                                          | Direktor                            | Hongkong | Lo Wei Motion Picture Co., Ltd.          |                 |
| 1977 | Innocent Lust 《初哥初女初夜情》                                | Direktor                            | Hongkong | Shaw Brothers                            |                 |
| 1977 | Go a Little Crazy aka Encore 《戇哥哥》                         | Direktor                            | Hongkong | Daai Sing                                |                 |
| 1978 | The Notorious Frameup 《淫獸》                                  | Direktor                            | Hongkong | Shaw Brothers                            |                 |
| 1978 | Hello Sexy Late Homecomers 《哈囉床上夜歸人》                   | Direktor                            | Hongkong | Shaw Brothers                            |                 |
| 1980 | Two for the Road aka Taipei My Love 《台北吾愛》 aka 《姻緣道》 | Co-Autor, Direktor                  | Taiwan   | Seasonal Film Corporation                |                 |
| 1982 | Expensive Tastes 《花劫》                                       | Autor, Direktor                     | Hongkong |                                          |                 |
| 1985 | Smile Again 《花女情狂》                                        | Direktor                            | Hongkong | Golden Harvest                           |                 |
| 1986 | Yu Pui Tsuen 《玉蒲團》                                         | Direktor                            | Hongkong |                                          |                 |
| 1987 | Yu Pui Tsuen II 《浮世風情繪》                                  | Direktor                            | Hongkong |                                          |                 |
| 1987 | Carnal Desire aka The Locked Heart 《心鎖》                     | Direktor                            | Taiwan   | Tomson (Hong Kong) Films Co., Ltd.       |                 |
| 1988 | Brief Encounter 《慾燄濃情》                                    | Direktor                            | Hongkong | Gam Sing (Jinxing) Film Company          |                 |
| 1989 | Erotic Nights 《夜激情》                                        | Autor, Direktor                     | Hongkong | Mai Laan Din Ying Yau Haan Gung Shut     |                 |
| 1990 | Temptation Summary 《三度誘惑》                                 | Direktor                            | Hongkong | Sam Po Film Co                           |                 |
| 1990 | L'Air Du Temps 《豪門聖女》 aka 《時代之風》                    | Direktor                            | Taiwan   |                                          |                 |
| 1991 | Hidden Desire 《我為卿狂》                                      | Direktor                            | Hongkong | World Perfect Production Co., Ltd.       |                 |
| 1991 | Temptation Summary II 《四度誘惑》                              | Direktor                            | Hongkong | Sam Po Film Co                           |                 |
| 1992 | False Lady 《哎也女朋友》                                       | Executiv Direktor, Produzent        | Hongkong | Sam Po Film Co                           |                 |
| 1993 | 7 Days in Paris 《少女情懷總是詩》                              | Produzent                           | Hongkong |                                          |                 |
| 1993 | Wild at Heart 《不羈的心》                                      | Direktor, Produzent                 | Hongkong | Heung Gong Din Ying Chai Chok Gung Shut  |                 |
| 1994 | The Sichuan Concubines 《罌粟》                                 | Direktor                            | Hongkong |                                          |                 |

### Monographien
- 何藩 –Fan Ho: 街頭攝影叢談. Thoughts on Street Photography. 藝術圖書公司, Taipei 1960, OCLC 40085019 (chinesisch, fanho-forgetmenot.com).
- 何藩 –Fan Ho: 現代攝影欣賞. Modern Photography. 藝術圖書公司, Taipei 1972, ISBN 978-0-9778828-3-0 (chinesisch, fanho-forgetmenot.com).
- 何藩 – Fan Ho: 何藩國際大獎攝影全集. Complete collection of Ho Fan’s international award-winning photographic art. 歐語出版社, Taipei 1982, ISBN 978-0-9778828-3-0 (chinesisch, fanho-forgetmenot.com).
- Fan Ho: Hong Kong Yesterday. 香港追憶. Hrsg.: John A. Bennette. Modernbook Editions, Palo Alto/San Francisco 2006, ISBN 978-0-9778828-3-0 (englisch, archivierte Kopie. [Memento vom 24. November 2018 im Internet Archive] – alternativ online).
- Fan Ho: The Living Theatre. 人生舞台. Modernbook Editions, Palo Alto/San Francisco 2009, ISBN 978-0-9801044-3-1 (englisch, archivierte Kopie. [Memento vom 24. November 2018 im Internet Archive] – alternativ online).
- Fan Ho: A Hong Kong Memoir. 香港・往日情懷. Modernbook Editions, Palo Alto/San Francisco 2013, ISBN 978-0-9908712-0-0 (englisch, archivierte Kopie. [Memento vom 14. Dezember 2017 im Internet Archive] – alternativ online).
- Fan Ho, John Woo (foreword), Joseph Fung (essay), Sarah Greene (biographical notes): Portrait of Hong Kong. 念香港人的舊. WE Press, Hongkong 2017, ISBN 978-988-14-2312-2 (chinesisch, englisch, fanho-forgetmenot.com – bilinguale Ausgabe, alternativ online).
- Fan Ho: Photography. My Passion. My Life. 感情・感悟・感覺. WE Press, Hongkong 2021, ISBN 978-988-793-410-3 (englisch, fanho-forgetmenot.com – alternativ online).

### Online-Ausstellungen
- 1950s Hong Kong Captured In Street Photography By Fan Ho
- Vaughn Wallace: Hong Kong Yesterday: The Pearl of the Orient in the 1950s. In: Lightbox (blog). Time, 16. Juli 2013 (englisch).
- 1950s Hong Kong Captured by Fan Ho. Sotheby’s, 30. Mai 2017 (englisch).

### Dokumentarfilme
- Evening with Fan Ho (Juli 2009) auf Vimeo
- The Art of Photography: Fan Ho (21. Oktober 2014) auf YouTube